# Sainte-Geneviève-sur-Argence (tổng)
Tổng Sainte-Geneviève-sur-Argence là một tổng thuộc tỉnh Aveyron trong vùng Occitanie.
Tổng này được tổ chức xung quanh Sainte-Geneviève-sur-Argence ở quận Rodez. Độ cao khu vực này dao động từ 316 m (Sainte-Geneviève-sur-Argence) đến 1 303 m (Alpuech) với độ cao trung bình 956 m.

## Hành chính
| Giai đoạn | Ủy viên                  | Đảng | Tư cách                                 |
| --------- | ------------------------ | ---- | --------------------------------------- |
| 2008-2014 | Renée-Claude Coussergues | UMP  | Thị trưởng Sainte-Geneviève-sur-Argence |
| 2001-2008 | Renée-Claude Coussergues | DVD  | Thị trưởng Sainte-Geneviève-sur-Argence |

## Các đơn vị trực thuộc
Tổng Sainte-Geneviève-sur-Argence gồm 7 xã với dân số 2 131 người (điều tra dân số năm 1999, dân số không tính trùng)
| Xã                           | Dân số | Mã bưu chính | Mã insee |
| ---------------------------- | ------ | ------------ | -------- |
| Alpuech                      | 79     | 12210        | 12005    |
| Cantoin                      | 312    | 12420        | 12051    |
| Graissac                     | 236    | 12420        | 12112    |
| Lacalm                       | 208    | 12210        | 12117    |
| Sainte-Geneviève-sur-Argence | 1 027  | 12420        | 12223    |
| La Terrisse                  | 170    | 12210        | 12279    |
| Vitrac-en-Viadène            | 99     | 12420        | 12304    |

## Biến động dân số
| 1962                                                     | 1968  | 1975  | 1982  | 1990  | 1999  |
| -------------------------------------------------------- | ----- | ----- | ----- | ----- | ----- |
| 2 670                                                    | 2 942 | 2 547 | 2 603 | 2 363 | 2 131 |
| Nombre retenu à partir de 1962 : dân số không tính trùng |       |       |       |       |       |